# Universiti Malaysia Sabah
L'université malaisienne de Sabah est la neuvième université publique de Malaisie située Kota Kinabalu dans l'État de Sabah. Elle a été fondée le 24 novembre 1994.